# 양자 신기루
물리학에서 양자 신기루는 양자 혼돈의 독특한 결과이다. 양자 역학적 당구의 모든 시스템은 흉터(scarring)라는 효과를 나타낸다. 여기서 양자 확률 밀도는 고전 당구공이 택하는 경로의 흔적을 보여준다. 타원형 당구대의 경우 흉터는 초점에서 특히 두드러진다. 이는 많은 고전적인 궤적이 수렴되는 영역이기 때문이다. 초점의 흉터는 구어적으로 "양자 신기루"라고 불린다.
양자 신기루는 2000년 캘리포니아 산호세에 있는 IBM 알마덴 연구소에서 하리 마노하란(Hari Manoharan), 크리스토퍼 루츠(Christopher Lutz), 도널드 아이글러(Donald Eigler)가 실험적으로 처음 관찰했다. 그 효과는 상당히 주목할 만하지만 타원형 당구대에서 역학적 당구의 양자 역학에 대한 이전 연구와 일반적으로 일치한다.

## 양자 울타리

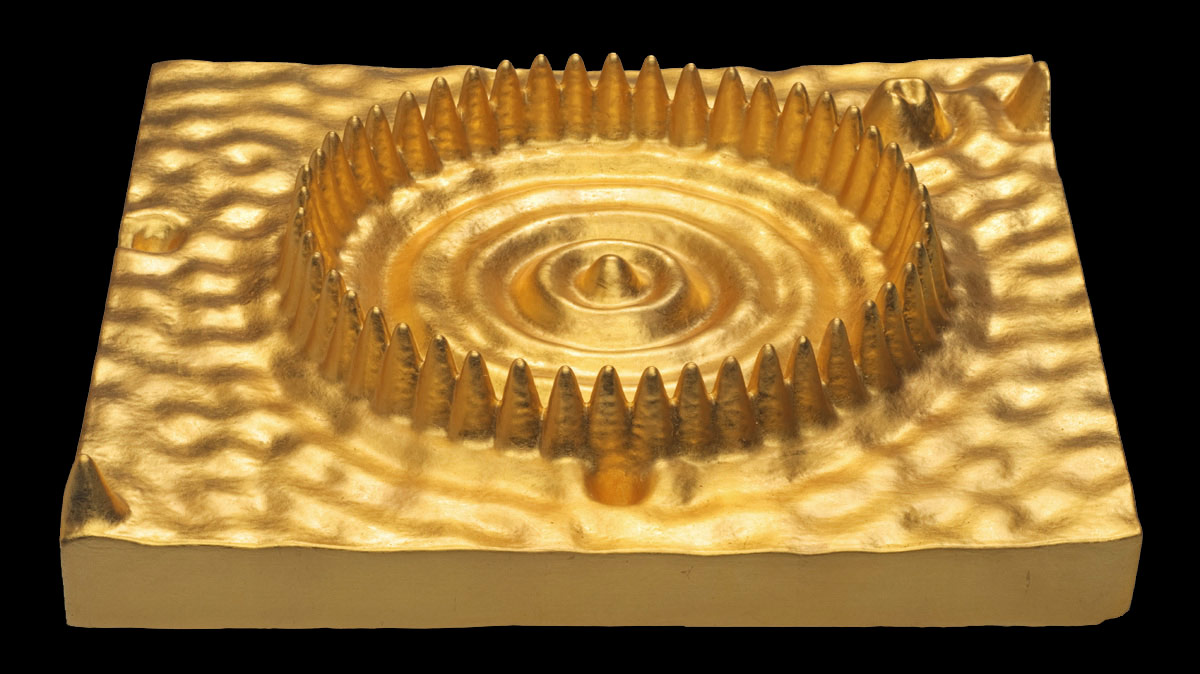
The Well (Quantum Corral) (2009) Julian Voss-Andreae 제작. Lutz 등의 1993년 실험 데이터를 사용하여 만들어졌다., 금박을 입힌 조각품은 Nature 저널의 2009년 미술 전시회 "Quantum Objects" 리뷰에 실렸다.

신기루는 기판 위에 임의의 모양으로 배열된 원자 고리인 양자 울타리의 초점에서 발생한다. 양자 울타리는 1993년 Lutz, Eigler 및 Crommie에 의해 개별 원자를 조작하기 위해 저온 주사 터널링 현미경의 끝 부분을 사용하여 구리 표면에 있는 철 원자의 타원형 고리를 사용하여 입증되었다. 강자성 철 원자는 양자 역학 이론에 의해 예측된 바와 같이 고리 내부 구리의 표면 전자를 파동 패턴으로 반사했다.
양자 울타리는 실제 원자와 유사한 화학적 결합 특성을 나타내는 인공 원자로 볼 수 있다.
울타리의 크기와 모양은 전자의 에너지와 분포를 포함한 양자 상태를 결정한다. 신기루에 적합한 조건을 만들기 위해 Almaden 팀은 타원의 초점에 전자를 집중시키는 울타리 구성을 선택했다.
과학자들이 울타리의 한 초점에 자성 코발트 원자를 배치했을 때 원자의 신기루가 다른 초점에 나타났다. 특히 코발트 원자가 하나의 초점에만 존재하더라도 두 초점을 둘러싼 전자에는 동일한 전자 특성이 존재했다. 주사 터널링 현미경에서는 원자 밖으로 전자 터널링이 효과적으로 이루어질 때까지 원자적으로 날카로운 금속 팁이 원자적으로 평평한 샘플 표면을 향해 전진한다. 날카로운 끝을 사용하면 표면에 흡착된 원자를 독특한 모양으로 배열할 수도 있다. 예를 들어, Cu(111)에 흡착된 철 원자 48개가 14.26nm 직경의 원 배열로 배열되어 있다. 구리 표면의 전자는 철 원자에 의해 형성된 원 안에 갇혀 있다. 흡착된 철 원자에서 흩어질 때 구리 표면에 있는 전자의 보강 간섭으로 인해 중앙에 큰 피크가 있는 정재파 패턴이 나타난다.

## 응용
IBM 과학자들은 미래에 양자 신기루를 사용하여 원자 규모 프로세서를 구축하기를 희망하고 있다.

## 참고자료
1. ↑  Ball, Philip (2009년 11월 26일). “Quantum objects on show” (PDF). 《Nature》 462 (7272): 416. Bibcode:2009Natur.462..416B. doi:10.1038/462416a. 2009년 1월 12일에 확인함.
2. 1 2  “Confinement of electrons to quantum corrals on a metal surface.”. 《Science》 262 (5131): 218–20. 1993년 10월 8일. Bibcode:1991Sci...254.1319S. doi:10.1126/science.262.5131.218. PMID 17841867.
3. ↑  Rogers, Ben (2011). 《Nanotechnology: Understanding Small Systems》. Boca Raton, Florida: CRC Press. 9쪽.
4. ↑  “Very weak bonds to artificial atoms made of quantum corrals.” (PDF). 《Science》 372 (6547): 1196–1200. 2021년 5월 13일. doi:10.1126/science.abe2600. PMID 34010141.